# Iridología
La iridología, también llamada iriología, iridiología o iridodiagnosis es una técnica de medicina alternativa considerada pseudoterapia cuyos defensores afirman puede determinar información sobre la salud sistémica de un paciente examinando los patrones, colores y otras características del iris del ojo. Los practicantes utilizan mapas del iris, los cuales dividen esta área del ojo humano en zonas que corresponden a partes específicas del cuerpo, y ven los ojos como las "ventanas" del estado de salud general.
Los iridólogos sostienen que pueden utilizar los mapas para distinguir entre órganos y sistemas sanos en el cuerpo y los que están hiperactivados, inflamados o afligidos. Afirman que esta información demuestra la susceptibilidad de un paciente hacia ciertas enfermedades, refleja problemas médicos pasados o pronostica problemas de salud futuros.
A diferencia de la medicina basada en la evidencia, la iridología no está respaldada por estudios de investigación de calidad y es considerada pseudociencia. Una de las principales razones es que las particularidades del iris son de las características más estables del cuerpo humano a lo largo de la vida. La estabilidad de las estructuras del iris es tal que forma la base de la tecnología biométrica que utiliza el reconocimiento del iris para fines de identificación.

## Historia
La primera descripción explícita de los principios iridológicos como la homolateralidad (sin usar la palabra iridología) se encuentra en Chiromatica Medica, un famoso trabajo publicado en 1665 y reimpreso en 1670 y 1691 por Philippus Meyeus (Philip Meyen von Coburg).

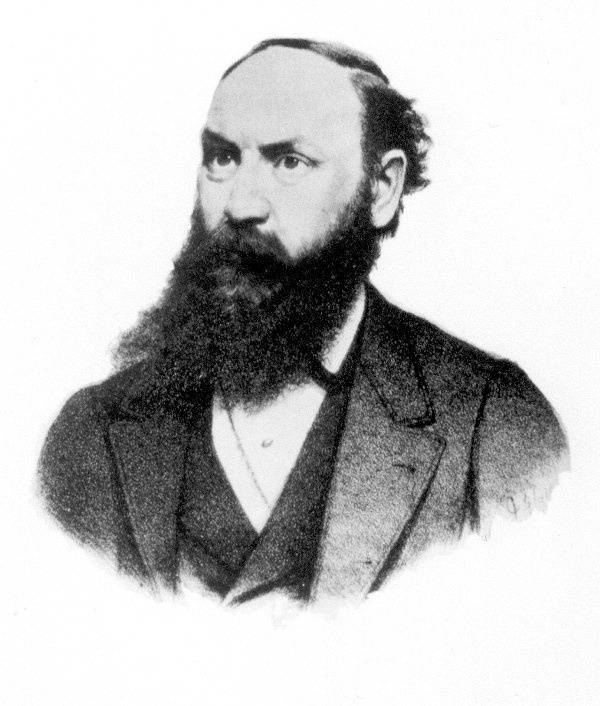
Ignaz von Peczely, "padre" de la iridología.

El uso de la palabra Augendiagnostik ("diagnóstico ocular", traducido libremente como iridología ) comenzó con Ignaz von Peczely (1826-1911), un médico húngaro del siglo XIX que es reconocido como el fundador de la disciplina. La historia más común es que tuvo la idea de esta herramienta de diagnóstico después de ver rayas similares en los ojos de un hombre que estaba tratando por una pierna rota y los ojos de una lechuza cuya pierna von Peczely había roto muchos años antes al intentar liberarla de un arbusto. Al cuidarla, habría observado la aparición de una marca negra en el iris del ave, que hasta entonces había estado limpio y claro. Luego, durante su recuperación, la marca se aclaraba, hasta quedar como una mancha blanca; hecho que se habría mantenido en su mente hasta que creció y encontró lo mismo en el hombre herido. En el Primer Congreso Iridológico Internacional, el sobrino de Ignaz von Peczely, August von Peczely, rechazó este mito como apócrifo y sostuvo que tales afirmaciones eran irreproducibles. Von Peczely elaboró uno de los primeros gráficos europeos del iris vinculado con el resurgimiento moderno de esta técnica, publicando en el año 1886, en alemán, la primera topografía del iris en la Hoja semanal homepática.
Se considera a Nils Liljequist, de Suecia, como el segundo "padre" de la iridología quien sufrió en gran medida por el crecimiento de sus ganglios linfáticos. Después de una ronda de medicación a base de yodo y quinina, observó muchas diferencias en el color de su iris. Esta observación lo inspiró a crear y publicar un atlas en 1893, que contenía 258 ilustraciones en blanco y negro y 12 ilustraciones en color del iris, conocido como el Diagnóstico del ojo.
Liljequist introdujo la iridología en Norteamérica y fundó la escuela americana de esta disciplina. Otros destacados iriólogos de esta escuela son Henry Lindlahr, quien publicó numerosas obras sobre medicina naturista; y el doctor Bernard Jensen, probablemente el más conocido de los iriólogos norteamericanos de la actualidad, autor del libro Ciencia y práctica de la iridología .
El primero en establecer una topografía del iris en lengua francesa fue Leon Vannier, uno de los homeópatas más importantes de Francia en la primera mitad del siglo XX.
Por su parte, Josef Deck, sanitario del ejército alemán preso en Rusia, tuvo la oportunidad de observar numerosos iris de los presos enfermos. Cuando regresó a Alemania publicó numerosas obras con gran profusión de casos clínicos, constituyendo el primer aporte a la iridología científica y clínica. Otros grandes investigadores de esta disciplina son Theodor Kriege, su discípulo Lindemann, de la escuela alemana de iridología; y Angel  Bidaurrazága, médico oftalmólogo de Bilbao, en España, que publicó el primer texto de iridología en español. Posteriormente, en Barcelona, el doctor Fernández publicó el libro Iridodiagnosis.

## Práctica y fundamentos

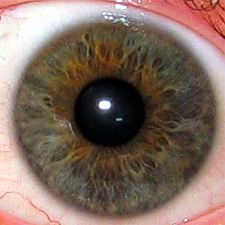
El iris es el área amarilla-verdosa que rodea la pupila transparente (que aparece negra).

Aunque los estudios científicos no dan ninguna validez a las bases de la iridología y a sus supuestos diagnósticos, es una disciplina alternativa bastante popular.
Según los iridólogos, los detalles en el iris reflejan cambios en los tejidos de los órganos corporales correspondientes. Un destacado practicante, Bernard Jensen, lo describió así: "Las fibras nerviosas en el iris responden a los cambios en los tejidos del cuerpo al manifestar una fisiología refleja que corresponde a cambios y ubicaciones específicas del tejido". Esto significaría que una condición corporal se traduce en un cambio notable en la apariencia del iris, pero esto ha sido refutado a través de muchos estudios. Otras características que buscan los iridólogos son los anillos de contracción y Klumpenzellen, que pueden indicar varias otras condiciones de salud, según se interpreten en su contexto.
Según los practicantes de esta modalidad, el ojo humano tiene un origen embriológico común con el sistema nervioso central, siendo una proyección de este sistema hacia la superficie que actúa como un órgano de los sentidos.
El iris cuenta además con una rica inervación e irrigación, constituyendo un microsistema donde, según los iridólogos, se reflejaría el estado de los diversos tejidos del organismo. De esta forma, esta práctica postula que se van reflejando en el iris, a través de marcas específicas, los desequilibrios que alteran los tejidos orgánicos; siendo posible reconocer señales incipientes de disfunción tisular específica, lo que permitiría prevenir la aparición de daños estructurales en el organismo.
Algunas vertientes aclaran que la iridología no realiza diagnósticos de enfermedades específicas, sino que entrega información relacionada con la tendencia de evolución y el estado de los diferentes tejidos del organismo.
Como solo es empleada para el diagnóstico, los impulsores de esta corriente suelen estudiar y practicar otras especialidades de la medicina alternativa, como la naturopatía, quiropráctica, homeopatía, medicina bioenergética y acupuntura, entre otras.

## Críticas a la iridología
La mayoría de los médicos rechazan todas las afirmaciones de las múltiples ramas de la iridología y la etiquetan como pseudociencia o incluso charlatanería.
Los críticos, incluida la mayoría de los profesionales de la medicina, descartan la iridología dado que los estudios publicados han indicado una falta de mérito en sus afirmaciones. Hasta la fecha los datos clínicos no respaldan la correlación entre la enfermedad en el cuerpo y los cambios observables coincidentes en el iris.
En experimentos controlados, profesionales de la iridología han tenido un rendimiento estadístico no mejor que el azar para determinar la presencia de una enfermedad o afección únicamente a través de la observación del iris, por lo que no existe evidencia científica que demuestre que la Iridología posea algún valor como prueba diagnóstica.
Se ha señalado que la premisa de la iridología contradice el hecho de que el iris no sufre cambios sustanciales en la vida de un individuo. La textura del iris es una característica fenotípica que se desarrolla durante la gestación y permanece sin cambios después del nacimiento. No hay evidencia de cambios en el patrón del iris que no sean variaciones en la pigmentación en el primer año de vida y variaciones causadas por el tratamiento del glaucoma. La estabilidad de las estructuras del iris es tal que conforma la base de la tecnología biométrica que utiliza el reconocimiento del iris para fines de identificación.

## Eficacia
La evaluación científica bien controlada de la iridología ha mostrado resultados completamente negativos, con todas las pruebas rigurosas de doble ciego dando resultados negativos al intentar encontrar resultados estadísticamente significativos para sus afirmaciones.
En 2015 el Departamento de Salud del Gobierno de Australia publicó los resultados de una revisión de terapias alternativas que buscaban determinar si alguna era adecuada para estar cubierta por un seguro de salud. La iridología fue una de las 17 terapias evaluadas para las cuales no se encontró evidencia de efectividad.
Un estudio de 2005 puso a prueba la utilidad de la iridología en el diagnóstico de formas comunes de cáncer. Un practicante experimentado en iridología examinó los ojos de 110 sujetos en total, de los cuales 68 tenían cánceres probados de mama, ovario, útero, próstata o colorrectal, y 42 para quienes no había evidencia médica de cáncer. Se le pidió al practicante —quien no estaba al tanto de su género o detalles médicos— que sugiriera un diagnóstico para cada persona y sus resultados se compararon con el diagnóstico médico conocido de cada sujeto. La conclusión del estudio fue que "la Iridología no es de utilidad para diagnosticar los cánceres investigados en este estudio".
Otro estudio fue publicado en el British Medical Journal, en 1988 en el cual fueron seleccionados 39 pacientes a quienes se les debía extirpar la vesícula biliar al día siguiente, debido a la sospecha de cálculos biliares. El estudio también seleccionó a un grupo de personas que no tenían vesículas biliar enfermas para que actuaran como control. Un grupo de 5 iridólogos examinó una serie de diapositivas de los iris de ambos grupos. Los iridólogos no pudieron identificar correctamente qué pacientes tenían problemas de vesícula biliar y cuáles tenían vesículas sanas. Por ejemplo, uno de los iridólogos diagnosticó que el 49% de los pacientes con cálculos biliares correctamente y al 51% de ellos como si no los tuvieran. El autor concluyó: "... este estudio demostró que la iridología no es una ayuda diagnóstica útil".
En 1979 Bernard Jensen, un destacado iridólogo estadounidense, y otros dos defensores de la iridología no lograron demostrar la base de su práctica cuando examinaron fotografías de los ojos de 143 pacientes en un intento por determinar cuáles tenían insuficiencia renal. De los pacientes, cuarenta y ocho habían sido diagnosticados con enfermedad renal, y el resto tenía una función renal normal. Los tres iridólogos fueron incapaces de determinar qué pacientes tenían enfermedad renal y cuáles no basándose en su análisis de los iris de los pacientes. Uno de los iridólogos, por ejemplo, decidió que el 88% de los pacientes normales tenían enfermedad renal, mientras que otro juzgó a través de su análisis del iris que el 74% de los pacientes que necesitaban diálisis eran normales.
Un estudio alemán de 1957 que tomó más de 4,000 fotografías de iris de más de 1 000 personas concluyó que la iridología no era útil como herramienta de diagnóstico.
En el año 2000 Edzard Ernst planteó la pregunta: "¿Funciona la iridología?". Esta estrategia de búsqueda dio como resultado 77 publicaciones sobre el tema de la iridología. Todos los estudios no controlados y varios de los experimentos sin cegamiento sugerían que la iridología era una herramienta de diagnóstico válida. Sin embargo las cuatro evaluaciones controladas y cegadas acerca de la validez diagnóstica de la iridología daban resultados opuestos. En conclusión, se han publicado pocos estudios controlados con evaluación cegada sobre la validez diagnóstica y ninguno ha encontrado ningún beneficio de la iridología.

## Posibles daños y riesgos
Errores médicos como el tratamiento para afecciones diagnosticadas a través de este método que en realidad no existen (resultado falso positivo) o una falsa sensación de seguridad cuando no se diagnostica una afección grave por este método (resultado falso negativo) podrían provocar un tratamiento inadecuado o retrasado que resulte en perjuicios para la salud e incluso pérdida de vidas.